# Suleiman Kangangi
Suleiman Waithuweka Kangangi (Eldoret; 9 de diciembre de 1988-Vermont; 27 de agosto de 2022) fue un ciclista keniano, miembro del equipo Bike Aid.

## Carrera deportiva

### Equipos
- 2016  Kenyan Riders Downunder (Kenia)
- 2017  Bike Aid - Kenyan Riders (Alemania)
- 2018  Bike Aid - Kenyan Riders (Alemania)
- 2019  Bike Aid - Ursapharm (Alemania)
- 2020  Bike Aid (Alemania)

### Palmarés
2014
- 2014  3º en Clasificación General Final Tour of Matabungkay, Filipinas

2015
- 2015  2º en 1ª etapa Tour de Machakos, Kenia
- 2015  2º en Clasificación General Final Tour de Machakos, Kenia

2016
- 2016  9º en Clasificación General Final Tour de Ijen, Indonesia
- 2016  3º en Farmer´s Choice Race, Kenia
- 2016  3º en 1ª etapa Tour Ethiopian Meles Zenawi, Adigrat (Tigray), Etiopía
- 2016  3º en 3ª etapa Tour Ethiopian Meles Zenawi, Adwa (Tigray), Etiopía
- 2016  8º en Clasificación General Final Tour Ethiopian Meles Zenawi, Mek'ele (Tigray), Etiopía
- 2016  1º en Gaitimayo Forest Challenge, Kenia
- 2016  2º en 1ª etapa Tour de Machakos, Kenia
- 2016  1º en 2ª etapa Tour de Machakos, Kenia
- 2016  2º en 3ª etapa Tour de Machakos, Masii (Eastern), Kenia
- 2016  1º en Clasificación General Final Tour de Machakos, Kenia
- 2016  2º en 2ª etapa Tour de Rwanda, Karongo , Ruanda
- 2016  10º en Clasificación General Final Tour de Rwanda, Ruanda

2017
- 2017  5º en 2ª etapa Tour du Cameroun, Bafoussam (Ouest), Camerún
- 2017  3º en 8ª etapa Tour du Cameroun, Yaoundé (Centre), Camerún
- 2017  8º en Clasificación General Final Tour du Cameroun, Camerún
- 2017  5º en 3ª etapa Tour Ethiopian Meles Zenawi, Arba Mench (YeDebub Biheroch Bihereseboch na Hizboch), Etiopía
- 2017  3º en 4ª etapa Tour Ethiopian Meles Zenawi, Sodo (YeDebub Biheroch Bihereseboch na Hizboch), Etiopía
- 2017  9º en Clasificación General Final Tour Ethiopian Meles Zenawi, Etiopía
- 2017  1º en Tatu City, Tatu City (Nairobi Area), Kenia
- 2017  3º en 4ª etapa Tour de Poyang Lake, Shangrao Xian (Jiangxi), China
- 2017  3º en 5ª etapa Tour de Poyang Lake, Yingtang (Jiangxi), China
- 2017  3º en Clasificación General Final Tour de Poyang Lake, China
- 2017  5º en Prólogo Tour de Rwanda, Kigali (Kigali), Ruanda
- 2017  4º en 2ª etapa Tour de Rwanda, Rubavu , Ruanda
- 2017  4º en 4ª etapa Tour de Rwanda, Nyamata (Est), Ruanda
- 2017  3º en Clasificación General Final Tour de Rwanda, Ruanda

2018
- 2018  8º en 3ª etapa Tour of Sharjah, Wadi Al Helo (Sharjah), Emiratos Árabes Unidos
- 2018  2º en Farmer's Choice Time Trial, Kenia
- 2018  1º en Great Rift Valley Challenge, Kenia
- 2018  3º en 9ª etapa Tour de Poyang Lake, Pingxiang (Jiangxi), China
- 2018  1º en 1ª etapa Tour de Machakos, Kenia
- 2018  1º en 3ª etapa Tour de Machakos, Kenia  + Salim Kipkemboi  + Geffroy Kiprotich Langat
- 2018  1º en 4ª etapa Tour de Machakos, Kenia
- 2018  1º en Clasificación General Final Tour de Machakos, Kenia

2019
- 2019  8º en Clasificación General Final Tour de Rwanda, Ruanda
- 2019  1º en 1ª etapa Aberdare Cottages C70 Madaraka Day Challenge, Kenia
- 2019  2º en 2ª etapa Aberdare Cottages C70 Madaraka Day Challenge, Kenia

2020
- 2020  1º en Southern Bypass Time Trial, (Thogoto), Thogoto (Central), Kenia
- 2020  1º en Eddie Njoroge Memorial, (Kinangop Plateau), Kenia
- 2020  1º en 1ª etapa Jamhuri Ya Mashuru, (Kajiado), Kenia
- 2020  1º en Clasificación General Final Jamhuri Ya Mashuru, (Kajiado), Kenia

2021
- 2021  5º en Aberdare Cottages C70 Madaraka Day Challenge, Kenia

2022
- 2022  3º en ZuZu VeloNos TT, (Gathaithi), Kenia
- 2022  1º en 1ª etapa 10 to 4 Race, Mountainbike, Kenia
- 2022  1º en 10 to 4 Race, Mountainbike, Kenia
- 2022  2º en 2ª etapa 10 to 4 Race, Mountainbike, Kenia

## Fallecimiento
Suleiman Kangangi murió a los 33 años en un accidente de alta velocidad mientras disputaba la prueba gravel Vermont Overland, en el estado homónimo de los Estados Unidos.